# Yzerfontein
 (février 2024).
Si vous disposez d'ouvrages ou d'articles de référence ou si vous connaissez des sites web de qualité traitant du thème abordé ici, merci de compléter l'article en donnant les références utiles à sa vérifiabilité et en les liant à la section « Notes et références ».
Yzerfontein est un petit village portuaire d'environ 1 200 habitants sur la côte Ouest de l'Afrique du Sud, à environ 90 km au nord du Cap.